# Загатальский район
Загата́льский райо́н (азерб. Zaqatala rayonu, авар. Закатала мухъ, груз. ზაქათალის რაიონი, цахур. Zakatala rayon) — район на северо-западе Азербайджана. Граничит на западе с Балакенским, на востоке — с Гахским районами, на севере с Республикой Дагестан (Россия), на юге — с Грузией .
Административный центр — город Загатала.

## География
Загатальский район расположен на северо-западе Азербайджана, на южном склоне гор Большого Кавказа, на алазанской долине.
Территория района составляет 1,35 тыс км2.

Рельеф представлен горными и низменными участками. Начиная с Алазанской долины высота поднимается от 350 метров до 3 000 метров над уровнем моря.
51 тысяч гектар территории покрыты лесом. 85 % лесов расположены в горной местности. Произрастают каштан, орешник, эльдарская сосна, пихта, дуб, бук, граб, липа, железное дерево, вяз. На территории района около 1 000 видов растений, из них 50 видов лекарственных.
По территории района протекают 7 рек: Алазани, Талачай, Катехчай, Мухахчай, Бакмазчай, Цилбанчай, Зилбан.
Из природных ископаемых присутствуют залежи известняка, песка, глины, гальки,
На территории района расположен закатальский заповедник.
Обитают 104 вида птиц, 42 вида млекопитающих.
В районе находится Загатальский водопад.
Наивысший пик - гора Гуто (3 648 м)
Климат на равнине умеренный, в горах холодный. Средняя температура января на равнине -1° С, в горах -10° С, в июле на равнине + 24° С, в горах + 5° С. Количество осадков в год: 600 - 1600 мм.

## История
Закатальский район образован в результате трансформации Закатальского округа Российской империи в Закатальский район. Позднее разделён на современный Загатальский, Балакенский — на западе и Гахский районы — на востоке.

## Административно-территориальное деление
В 1989 году Закатальский район делился на 1 город (Загатала) и 66 сёл, принадлежащих 18 сельсоветам:
- Закатальский горсовет: Загатала и посёлок Казангюль.
- Алиабадский сельсовет: село Алиабад и посёлок Мехсул.
- Али-Байрамлинский сельсовет: сёла Даглы, Донбабина, Бозбина, Гасанбина, Калал, Касс, Каркай, Мамкабина, Масгарабина, Муджахбина, Ханмедбина, Эзгилли.
- Ашагы-Талинский сельсовет: село Ашагы-Тала.
- Бахматлинский сельсовет: сёла Бахматли[7], Кюрдамир, Лагич, Сабунчи.
- Гёгямский сельсовет: сёла Гёгям, Дардоггаз, Чокакоба, Сумайлы.
- Гёзбарахский сельсовет: сёла Гёзбарах, Мамрух, Алескер, Джимджимах, Агдамкалал.
- Даначинский сельсовет: сёла Даначы, Узунказмалар, Халаталабина, Ашагы Чардахлар.
- Джарский сельсовет: сёла Джар, Цильбан, Ахахдере, Кебелоба.
- Ени-Сувагильский сельсовет: село Ени-Сувагиль.
- Кандакский сельсовет: сёла Гандах, Фалдарлы,
- Маковский сельсовет: сёла Маков, Абалы, Воитала, Ёлайрыдж, Ойтала, Пашан, посёлок Фындыхлы.
- Мосульский сельсовет: сёла Мосул, Енгиян, Кяпянякчи.
- Мацехский сельсовет: сёла Мацех, Кабиздере, Беретбина, Узунтала, Чичибина.
- Муганлинский сельсовет: сёла Муганлы.
- Мухахский сельсовет: сёла Мухах, Загям, Юхары Чардахлар.
- Чобанкёльский сельсовет: сёла Чобанкёл, Базар, Гымыр.
- Юхары Тальский сельсовет: сёла Юхары-Тала, Чудулубина, Мешлеш, Лагодехбина.

Современный состав района: город Загатала, посёлок Алиабад и 64 села, включая Ашагы-Тала, Базар, Бахматли, Джар, Чобанкёл, Даглы, Даначы, Гёзбарах, Кюрдамир, Мамрух, Муганлы, Мухах, Сабунчи, Ени-Сувагиль, Юхары Чардахлар и Юхары Тала.

## Население
Численность населения на 1 января 2021 года составляет 130 500 чел. Из них 25,28 % - городское население, 74,72 - сельское.
По данным Государственного комитета статистики Азербайджана в 2009 году национальный состав района был следующим:
- Азербайджанские тюрки— 80,476 чел.
- аварцы— 25,839 чел.
- цахуры—9,006 чел.
- турки — 303 чел.
- русские — 233 чел.
- ингилойцы — 59 чел.
- лезгины — 50 чел.
- татары — 11 чел.
- другие — 315 чел.

### Урбанизация
на 1 января 2009 года
| Территория          | Всего  | Всего | Мужчины | Мужчины | Женщины | Женщины |
| Территория          | чел.   | в %   | чел.    | в %     | чел.    | в %     |
| ------------------- | ------ | ----- | ------- | ------- | ------- | ------- |
| Загатальский район  | 118228 | 100,0 | 58041   | 100,0   | 60187   | 100,0   |
| городское население | 31038  | 26,25 | 14934   | 25,73   | 16104   | 26,76   |
| сельское население  | 87190  | 73,75 | 43107   | 74,27   | 44083   | 73,24   |

### Языковой состав
Государственным языком является — азербайджанский. Это язык школьного обучения, СМИ и делопроизводства, а также родной язык для проживающих здесь азербайджанцев и представителей других этнических групп. Так, многие цахуры с. Мухах ещё в начале 1980-х годов считали азербайджанский для себя родным языком. Он также выполняет функцию межнационального общения (например между цахурами и аварцами смешанного с. Юхары Чардахлар). Территория Загатальского района входит в зону распространения закатальско-кахского говора азербайджанского языка, в письме используется латиница.
Аварский язык как предмет преподаётся в некоторых школах. Для проживающих здесь аварцев это родной язык. Его знание также отмечается среди цахуров с. Юхары Чардахлар. На территории района он представлен закатальским диалектом аварского языка. Здесь преимущественно распространён его чарский (джарский) или собственно закатальский говор. Он представлен в селениях Джар, Цилбан, Кебелоба, Маков, Пашан, Йолайрыдж, Гойтала, Войтала, Дардоказз Абалы, Даначы и его оба (отселках), а также в смешанных аваро-азербайджанских населённых пунктах (Чокакоба, Габиздара, Мацех). Аварская речь с. Юхары Тала (бытовый язык, в то время как сами жители называют себя азербайджанцами) представляет собой тальский подговор, который близко примыкает к чарскому говору. Как и в Дагестане, в письме используется кириллица.
На цахурском языке ведётся преподавание в 12 школах Закатальского района. В этом районе он представлен цахским наречием (у Г. Х. Ибрагимова — цахский диалект). Речь селений Сабунчи, Мухах, Калял выделялась как «сабучинский диалект», но по мнению Г. Х. Ибрагимова его следует квалифицировать как один из говоров цахского диалекта. Мухах-сабунчинский говор цахского наречия распространён в с. Агдам-Калал, Сабунчи, Мухах и Джимджимах, мишлешский говор — в с. Мешлеш, Юхары-Тала и частично в Загаталах, сувагильский говор — в с. Эзгилли, Калал, Али-Байрамлы, Ени-Сувагиль, Каркай и Касс. В отличие от Дагестана, в основе местной цахурской письменности лежит латинская графика.
На территории Закатальского района распространён своеобразный ингилойский диалект грузинского языка. Среди ингилойцев-мусульман с. Мосул и пос. Алиабад он представлен алиабадским говором. На ахвахском языке, а точнее на его североахвахском наречии, говорят в ауле Ахахдере.

## Экономика
Район входит в состав Шеки-Загатальского экономического района.
В области сельского хозяйства развивается зерноводство, выращивание фруктов, чая, овощеводство, бахчеводство, выращивание бобовых, подсолнечника. 75,2 тыс. гектар земель пригодны для сельского хозяйства.
Действует 27 промышленных предприятий. 81 % из них - в области пищевой промышленности.
Действует компания «Agrarco», которая производит фундук, активированный уголь. Действуют ООО «Çay», филиал «Azersun holding», цех по изготовлению кирпичей, завод бетонных изделий, производство минеральной воды, завод по производству молока «Gilan holding», завод по производству подсолнечного масла.

## Образование
Действуют 67 общеобразовательных школ.

## Здравоохранение
Действуют 2 больницы, 28 амбулаторных поликлиник, лечебно-диагностический центр. На 2020 год работают 237 врачей, 726 средних медицинских работников.

## Культура
Расположены 45 библиотек, 3 музея, шахматный клуб. С марта 1923 года издаётся газета «Загаталы». Носила название «Сельчанин Загаталы», «Голос совхоза», «За большевистский совхоз», «Красное знамя». С октября 1991 года переименована в «Загаталы»

## Спорт
Действует Олимпийский спортивный комплекс, детская спортивная школа.

## Достопримечательности
- крепость Пери
- Шейтан Галасы
- Загатальский вал 5-7 века

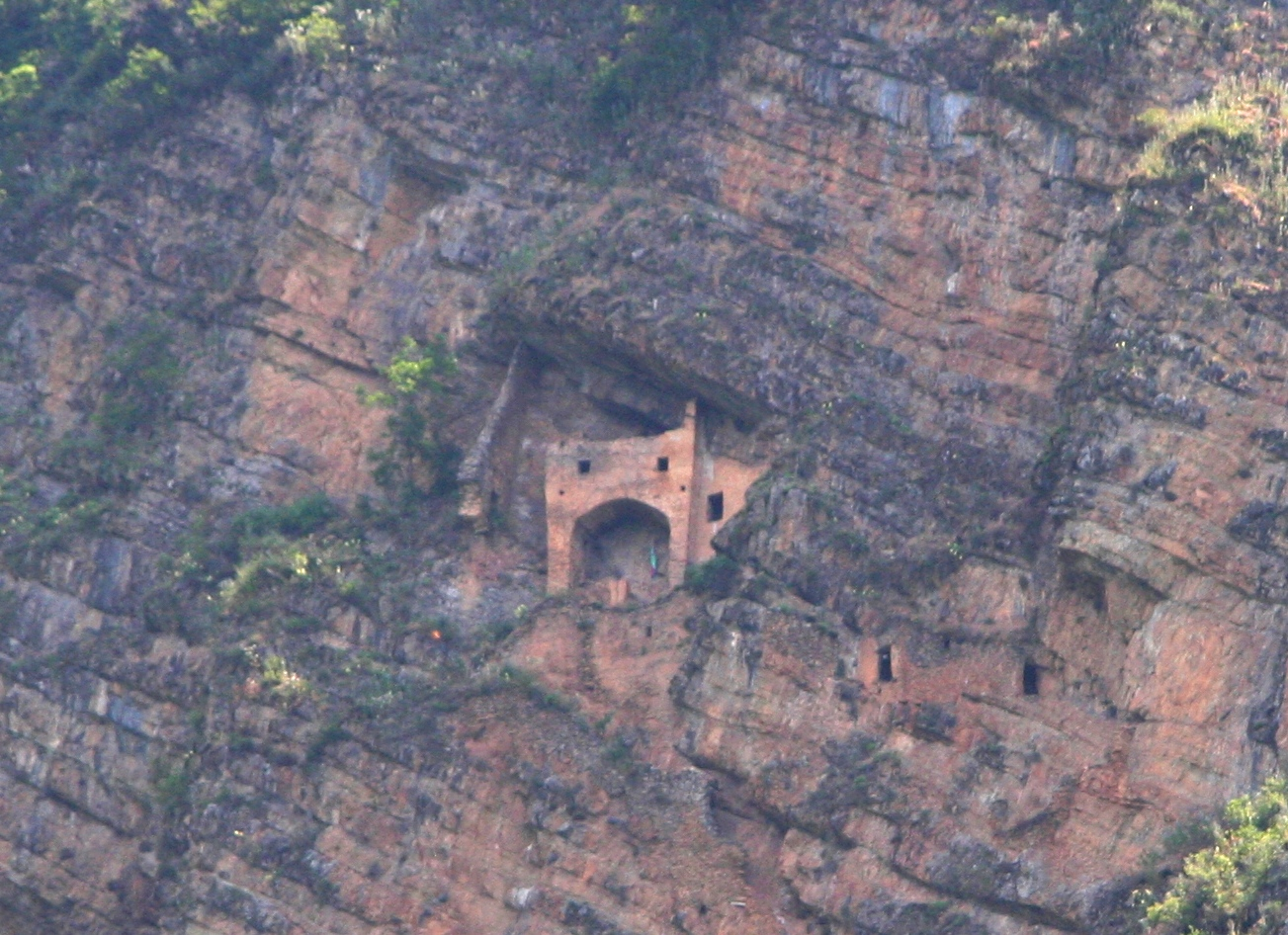
Крепость Пери-кала

- Крепость Джингёз 16 века (село Джар)
- Крепость Загаталы 1830 года постройки

В селах и поселениях района имеется более 10 албанских храмов, которые относятся к VI—VIII вв. В селах Мамрух, Мацех (Мазых), Мухах, Гебиздере, Юхары Тала и Юхары Чардахлар расположены Албанские храмы VI—VIII веков.
На территории района около ста памятников охраняются государством.

## Закаталы в искусстве
О восстании матросов-потёмкинцев, в крепости Закаталы, писатель Гылман Илькин написал роман «Восстание в крепости». По его мотивам в 1966 году режиссёром Гусейном Сеид-заде был снят художественный фильм «Непобедимый батальон».